# Peter Mennin
Peter Mennin   (Erie, 17 de maig de 1923 - Nova York, 17 de juny de 1983) va ser un destacat compositor, professor i administrador estatunidenc.
El 1958 va ser nomenat director del "Conservatori Peabody" de Baltimore i el 1962 va esdevenir president de la Juilliard School, càrrec que va ocupar fins a la seva mort el 1983. Sota la seva direcció, Juilliard es va traslladar de l'avinguda Claremont a la seva ubicació actual al Lincoln Center. Mennin és responsable de la incorporació de departaments de teatre i dansa a Juilliard. També va iniciar el programa de classes magistrals i va portar molts artistes a ensenyar, incloent Maria Callas, Pierre Fournier i altres.

## Biografia
Fill talentós musicalment d'immigrants italians que es va establir a Erie, Mennin va començar la seva primera obra orquestral als onze anys i va completar la seva primera simfonia (de les nou que acabaria escrivint) abans del seu 19è aniversari. Va començar els seus estudis al Conservatori d'Oberlin amb Normand Lockwood quan tenia 16 anys, però va marxar el 1941 per unir-se a la Força Aèria de l'Exèrcit dels Estats Units. Va continuar els seus estudis amb Howard Hansona l'"Eastman School of Music", on va obtenir el BA i el màster el 1945. La seva tercera simfonia, la va acabar el dia que va complir els 23 anys i va escriure inicialment per als seus requisits de doctorat a Eastman, immediatament el va catapultar al protagonisme musical. L'obra va ser interpretada per la Filharmònica de Nova York l'any següent i va dirigir el nomenament de Mennin a la facultat de composició de la Juilliard School. Va guanyar el Premi Pulitzer el 1950. El doctor Mennin va dirigir el primer intercanvi artístic amb la Unió Soviètica el 1958, on va passar sis setmanes. Va rebre dues beques Guggenheim per a la composició musical, el 1949 i el 1957.
Mennin va escriure nou simfonies, diversos concerts i nombroses obres per a banda de música, cor i altres conjunts. El seu estil es va tornar més cromàtic i astringent amb el temps, però sempre va ser essencialment tonal, basant-se en gran manera en la polifonia. El seu treball va rebre una atenció renovada a l'era dels CD; totes les seves simfonies han estat enregistrades, a excepció de les dues primeres simfonies, que han estat retirades. Juilliard atorga un premi anual Peter Mennin a l'objectiu i lideratge musical destacats.
Entre els seus estudiants destacats hi ha Van Cliburn, Jacob Druckman, Richard Danielpour, Karl Korte, Charles L. Bestor, Jack Behrens, Robert Nagel i Claire Polin.